# Сухо
Сухо̀ (на гръцки: Σοχός, Сохо̀с, до 1940 година изписвано Σωχός) е село в Гърция, дем Лъгадина, област Централна Македония с 2920 жители (2001). В Сухо има архиерейско наместничество на Лъгадинската, Литийска и Рендинска епархия на Църквата на Гърция.

## География
Селото е разположено в южните поли на Богданската планина (Вертискос) на 45 километра североизточно от Солун и на 25 километра североизточно от Лъгадина.
Край селото са разположени манастирите „Света Богородица Богопокрита“ и „Преображение Господне“.

## История

### В Османската империя
Край селото има запазен византийски каменен мост. Църквата „Свети Георги“ в селото е строена през 1750 година.
Александър Синве („Les Grecs de l’Empire Ottoman. Etude Statistique et Ethnographique“), който използва гръцки данни, в 1878 година пише, че в Сохас (Sochas) живеят 1890 гърци. В „Етнография на вилаетите Адрианопол, Монастир и Салоника“, издадена в Константинопол в 1878 година и отразяваща статистиката на населението от 1873 Сухо (Souho) е показано като село с 550 домакинства и 409 жители мюсюлмани и 1766 жители българи. В учебните 1881 – 1882 и 1882 – 1883 Българската екзархия издържа учител в Сухо. Между 1896 и 1900 година 30 къщи от селото преминават под върховенството на Българската екзархия.
Към 1900 година според статистиката на Васил Кънчов („Македония. Етнография и статистика“) в селото живеят 3600 души, от които 2600 българи-християни и 1000 турци.
Почти всички жители на селото са под върховенството на Цариградската патриаршия. По данни на секретаря на Българската екзархия Димитър Мишев („La Macédoine et sa Population Chrétienne“) в 1905 година в селото има 96 българи екзархисти и 4704 жители българи патриаршисти гъркомани.
При избухването на Балканската война в 1912 година пет души от Сухо са доброволци в Македоно-одринското опълчение.

### Балканска война
По време на войната селото е освободено на 28 октомври 1912 година от четата на родения в него Михаил Думбалаков, посрещната от:
| „ | ...една внушителна кавалкада. Повече от триста суховчани на коне са конният авангард на една дълга процесия, в която взима участие цялото село, начело с църковните хоругви, свещениците и селските първенци... Нашият път е буквално обсипан с цветя. | “ |

В селото е разкрито комендантство, което обхваща по-голямата част от източната половина на Лъгадинска околия с Бешичкото, Мавровското и Лънджанското езеро, Рендинската река и част от Орфанския залив. В селото е разквартирувана рота от втора дружина на 49 полк. В средата на ноември тя е заменена от рота от втора дружина на 14 полк, а комендант на Сухо става капитан Стефан Коевски. Полицейски пристав става подвойводата на Думбалаков Славко Радоев, а по-късно от София са изпратени стражари, начело с Анастас Масленков. Кукушкият окръжен управител Владимир Караманов пише:
| „ | Селото Сухо бе най-голямото село в Лъгадинската околия, наподобяващо малък градец - паланка. То се намира в северната половина на същата околия и отстои североизточно от гр. Лъгадина на около 20 клм. Разположено е по средата на един от полегато спускащите се южни склонове на планината Бешик даг и достига високо над морското равнище, всред плодородна и богата околност. През Балканската война същото имаше около 700 къщи, каменна и паянтова направа, между които доста двуетажни. Жителите му се състояха само от българи и турци. Първите съставляваха огромното болшинство или около 3/4 от цялото му население. Те по това време бяха почти всички патриаршисти или гъркомани. Обаче между тях имаше няколко семейства със запазени още български чувства и държащи за своя народна черква и училище, защото съществуващите такива бяха само гръцки, с гръцки свещеници и учители. Главните занаяти на населението бяха земеделие, скотовъдство, търговия и дребни занаяти Като доста населен и важен топографически център, селото Сухо от дълги години през турското владичество е център на нахия или полицейски участък. | “ |

В средата на декември в селото влиза и един гръцки взвод, начело с подпоручик Кустелос, която се държи лоялно към българската власт. В края на февруари след Нигритския инцидент в селото пристигат още три гръцки роти, начело с капитан Константинос Зороянидис, които започват агитация сред населението да не се подчинява на българската власт и това води до конфликт с българската военна администрация. След изтеглянето на българската войска, секретар бирникът Мане Юруков от Щип се оттегля с тях, но българският кмет Георги Демерджиев остава - на 16 април е арестуван, малтретиран, затворен в Солун и освободен едва след застъпничеството на генерал Христофор Хесапчиев.

### В Гърция
След Междусъюзническата война в 1913 година попада в Гърция. През 20-те години турското население на паланката се изселва и на негово място са настанени 427 гърци бежанци. Според преброяването от 1928 година Сухо е смесено местно-бежанско село със 131 бежански семейства с 574 души.
Мечислав Малецки отбелязва през 1933 година Сухо като българско село в Богданско.
На откритата сцена Раково се изнасят театрални и музикални представления. В селото има и етнографски музей.

### Официални преброявания
- 1913 – 3570 души
- 1920 – 3498 души
- 1928 – 3694 души
- 1940 – 4082 души
- 1951 – 3861 души
- 1961 – 3947 души
- 1971 – 3459 души
- 1981 – ?
- 1991 – ?

## Личности
Родени в Сухо
- Александър Думбалаков, македоно-одрински опълченец, Сборна партизанска рота на МОО[18]
- Александър (Алекси) Саракинов, македоно-одрински опълченец, 25 (26)-годишен, земеделец, ІІ отделение, четата на Григор Джинджифилов, четата на Славчо Радоев, Първа рота на Четиринадесета воденска дружина[19]
- Ангел Попзахариев, гръцки учител и андартски деец[20][21]
- Апостолос Стаматиадис (Απόστολος Σταματιάδης), гръцки андартски деец, агент от трети ред[22]
- Атанасиос Наскос (Αθανάσιος Νάσκος), гръцки андартски деец, агент от трети ред, помощник на четата на Димитриос Космопулос - Курбесис[23]
- Вангел Попзахариев, гръцки андартски капитан
- Георги Анастасов (1852 – 1914), български опълченец, участник в боевете при Шипка,[24] ІІI опълченска дружина.[25]
- Димитрий Захаренгас (р. 1965), митрополит а Александрийската патриаршия
- Димитър Думбалаков (Димитър Атанасов) (1872 – 1915), български революционер и военен[26]
- Зирана Затели (р. 1951), гръцка писателка
- Иван Адамов, служител в българската администрация в Лъгадинско през Балканската война, касиер на Бешичкото езеро[27]
- Йоанис Главинас (1938 – 2012), гръцки политик
- Константинос Захариу (Κωνσταντίνος Ζαχαρίου), гръцки андартски деец, епитроп на гръцкото училище[23]
- Константинос Кандилас (Κωνσταντίνος Κανδύλας), гръцки андартски деец, агент от трети ред, подпомага четата на Димитриос Космопулос - Курбесис[23]
- Константинос Цилимбонис (Κωνσταντίνος Τσιλιμπόνης), гръцки андартски деец, агент от втори ред, куриер и информатор[22]
- Константинос Христодулу (Κωνσταντίνος Χριστοδούλου), гръцки андартски деец, епитроп на гръцкото училище[22]
- Кула Елевтериаду (1923 - 1947), участничка в гръцката съпротива в годините на Втората световна война
- Мария Думбалакова (1870 – 1948), българска учителка[28]
- Михаил Думбалаков (1882 – 1958), български публицист, революционер и военен
- Никос Псарас (р. 1971), гръцки поет
- Стаматиос Папазис (1898 - 1953), гръцки политик
- Стратос Кациорас (Στράτος Κατσιώρας), гръцки андартски деец, агент от трети ред[23]
- Трендафил Думбалаков (1889 – 1907), български революционер и военен
- Христодул Божиков, български просветен деец
- Щерьо Стоянов (Стерю, 1887/1888 – ?), македоно-одрински опълченец, Солунски доброволчески отряд, Четвърта рота на Тринадесета кукушка дружина[29]

Свързани със Сухо
- Симона Халеп (р. 1991), румънска тенесистка, по произход от Сухо